# En kulen natt
En kulen natt är en barnsång som även kan sjungas medan den genomförs som rörelselek. Sångtextens olika avsnitt åtföljs av karakteristiska hand- eller andra kroppsrörelser som illustrerar delar av temat.

## Text
Sångtexten börjar som följer: 
"En kulen natt natt natt 

min båt jag styrde 

på havets vågade vågade våg 

så skummet yrde..." 

## Publikation
- Smått å Gott, 1977
- Barnens svenska sångbok, 1999, under rubriken "Sång med lek och dans".

## Inspelningar
En tidig inspelning gjordes av Kompet, och gavs ut på skiva 1977, i samband med utgivningen av Smått å Gott.